# Pedro Hilarión Sarrionandia
Pedro Hilarión Sarrionandia Linaza (Garai, Vizcaya, 21 de octubre de 1865 - Amorebieta, 5 de agosto de 1913) fue un misionero franciscano y lingüista español, autor de la primera gramática del chelja, dialecto rifeño del bereber o amazig.

## Biografía
Primogénito de los seis hijos que tuvieron Juan Martín Sarrionandia, natural de Garai, y Venancia Linaza Ereño, natural de Lemoa, ingresó en 1881, a los dieciséis años, en el Colegio Franciscano de Misiones para Tierra Santa y Marruecos de Santiago de Compostela y al año siguiente se trasladó a Chipiona, donde ingresó en la Orden Franciscana. Fue ordenado sacerdote en 1889 y en 1892 marchó como misionero franciscano al convento de Tetuán; dominaba ya el euskera, el español, el latín y el griego; allí le encomendaron además estudiar el francés y el árabe en la escuela fundada por el arabista y lexicógrafo padre José María Lertxundi (Orio, 1836 - Tánger, 1896). Pero además, animado por el padre Lertxundi, estudió la lengua del Rif, el chelja, un dialecto del amazig sometido a diglosia por el mayor prestigio del árabe clásico e incluso del dialecto dariya magrebí, y con muy escasa tradición escrita, por lo que tuvo que recurrir con frecuencia a fuentes orales directamente de los bereberes. Conocía también otros dialectos del sur marroquí, como el susí o tasusit. Aunque ya había obtenido el permiso oficial en 1901 y se había trasladado a Melilla para publicar su trabajo, solo pudo imprimir la primera gramática de esta lengua en 1905. Elaboró además un Diccionario español-rifeño y Rifeño-español que dejó completo y sin publicar a causa de su temprano fallecimiento a los 48 años y fue plagiado, con algunas modificaciones, por otro franciscano, Esteban Ibáñez Robledo (1914-1998). Este plagiario quemó además las fichas del diccionario de Sarrionandia en el huerto de la misión de Mogador y varios trabajos autógrafos del benemérito lingüista vasco en que encontraba homologías léxicas entre el bereber rifeño y el vasco, aunque al parecer todavía se encuentran obras inéditas de Sarronandia en el Archivo del Arzobispado de Tánger. 
Hubo una segunda edición de su Gramática de la lengua rifeña en 1925, y en la actualidad se dispone de una edición facsímil. En el año 1906 ejerció como intérprete junto a los también franciscanos fray Juan Rosende y fray Julián Alcorta en la Conferencia Internacional de Algeciras que hubo de fijar el reparto colonial de Marruecos entre Francia y España. En 1907 salió al paso de las críticas del filólogo René Basset publicando el folleto Contestación del P. Pedro H. Sarrionandia a Mr. René Basset. Entre junio de 1910 y noviembre de 1912 estuvo en Bojador / Essaouira estudiando la variante local del amazig. Después, firmado el reparto de Marruecos el 27 de noviembre de 1912, pidió ser trasladado al convento sevillano de Lebrija para ordenar y redactar con tranquilidad sus trabajos. En su Diccionario de rifeño, Pedro Hilarión Sarronandia tuvo que recurrir al alfabeto latino para transcribir las palabras del chelja habida cuenta de que esta lengua no contaba aún con un alfabeto conocido.
Falleció en 1913 cuando iba a visitar a su familia en un accidente de tranvía en Amorebieta / Zornoza, siendo asistido en sus últimos momentos en el convento carmelita de esta ciudad.

## Obras
- Gramática de la lengua rifeña, Tánger, 1905; 2.ª ed. Tánger: Tipografía Hispano-Arábiga de la Misión Católica, 1925; otra en Barcelona: Bellaterra, 2007, y ed. crítica digital en Alicante: Biblioteca Virtual Miguel de Cervantes, 2008.
- Bajo el nombre de Esteban Ibáñez O. F. M., Diccionario español-rifeño (note de Marruecos, África) Prólogo de Ramón Menéndez Pidal, Madrid, Ministerio de Asuntos Exteriores, Junta de Relaciones Cultura, 1944 y 1949; dos vols., el segundo dedicado al rifeño-español. Se reimprimieron bajo los nombres de ambos autores en Melilla: UNED / Ediciones Bellaterra, 2007.
- Contestación del P. Pedro H. Sarrionandia a Mr. René Basset. Imprenta Hispano-Arábiga de la Misión Católica, Tánger, 1907.
- Noticia sobre la lengua que se habla en el Rif, lengua aborigen de todo el Norte de África, Pedro H. Sarrionandia. Tetuán, 1909.